# Vitus Lüönd
Vitus Lüönd (* 22. Oktober 1984 in Zug) ist ein ehemaliger Schweizer Skirennfahrer. Er war auf die schnellen Disziplinen Abfahrt und Super-G spezialisiert. Seit seinem Rücktritt im Jahr 2015 ist er als Trainer tätig.

## Biografie
Lüönd wuchs in Sattel auf und schloss die Schweizerische Sportmittelschule in Engelberg mit der Matura ab. Er bestritt seine ersten FIS-Rennen im Januar 2000, konnte aber erst vier Jahre später eine Platzierung unter den besten zehn erreichen. Der erste Einsatz im Europacup folgte im Januar 2005. Auch hier hatte er zunächst keine grossen Erfolge vorzuweisen, bis er am 10. Januar 2008 im Super-G von Hinterstoder überraschend auf den zweiten Platz fuhr und sein erstes Podestergebnis erzielte. Am Ende der Saison 2007/08 gelang ihm im Super-G von Les Orres ein dritter Platz. Nach einer kurzen Verletzungspause zu Beginn des Jahres 2009 erreichte er am 28. Januar in den beiden Abfahrten von Les Orres erneut Podestplätze.
Sein Debüt im Weltcup hatte Lüönd am 6. März 2009 in der Abfahrt von Kvitfjell. Einen Tag später belegte er in der zweiten Abfahrt am selben Ort den 27. Rang und gewann damit erstmals Weltcuppunkte. Eine Woche danach zog er sich im Riesenslalom beim Europacupfinal in Crans-Montana am 13. März einen Kreuzbandriss im rechten Knie zu. Während der Europacupsaison 2009/10 erzielte Lüönd mehrere Top-10-Ergebnisse, darunter einen dritten Platz in der Abfahrt von Sarntal/Reinswald. Weltcuprennen bestritt er in diesem Winter nicht, erst in der Saison 2010/11 nahm er wieder an solchen teil. Im Europacup feierte er am 12. Januar 2011 in der Abfahrt am Patscherkofel seinen einzigen Sieg, womit er in der Saison 2010/11 Dritter der Disziplinenwertung wurde. Im Weltcup waren die besten Ergebnisse jenes Winters zwei 25. Plätze in der Abfahrt und der Super-Kombination von Chamonix.
In der Saison 2011/12 gelang Lüönd die einzige Top-20-Platzierung im Weltcup, als er am 3. Februar in der Abfahrt von Chamonix auf Platz 17 fuhr. Gegen Ende des Winters wurde er Schweizer Meister in der Abfahrt, doch drei Wochen später, am 11. April 2012, erlitt er beim Training in Samnaun einen Kreuzbandriss. Er stieg im darauf folgenden Winter wieder ins Renngeschehen ein, wobei er zweimal in die Weltcuppunkteränge fuhr und einen Europacup-Podestplatz erzielte. Im Abfahrtstraining der Weltmeisterschaften 2013 in Schladming erlitt er einen weiteren Kreuzbandriss. Wegen eines Knorpelschadens im Knie musste er die Saison 2013/14 ebenfalls vorzeitig abbrechen. Die Rehabilitation zog sich lange hin, weshalb er im August 2015 seinen Rücktritt vom Spitzensport bekanntgab.
Unmittelbar danach erhielt Lüönd von Swiss-Ski das Angebot, als Trainer zu arbeiten. In der Saison 2015/16 betreute er zunächst die Europacup-Rennfahrer, seit der Saison 2016/17 ist er als Weltcup-Assistenztrainer tätig.

## Erfolge

### Weltcup
- 9 Platzierungen unter den besten 30

### Weltcupwertungen
| Saison  | Gesamt | Gesamt | Abfahrt | Abfahrt | Kombination | Kombination |
| Saison  | Platz  | Punkte | Platz   | Punkte  | Platz       | Punkte      |
| ------- | ------ | ------ | ------- | ------- | ----------- | ----------- |
| 2008/09 | 147.   | 4      | 54.     | 4       | –           | –           |
| 2010/11 | 132.   | 15     | 54.     | 9       | 49.         | 6           |
| 2011/12 | 113.   | 18     | 42.     | 18      | -           | -           |
| 2012/13 | 120.   | 14     | 46.     | 14      | -           | -           |

### Europacup
- Saison 2010/11: 3. Abfahrtswertung
- Saison 2011/12: 10. Abfahrtswertung
- 7 Podestplätze, davon 1 Sieg:

| Datum           | Ort           | Land       | Disziplin |
| --------------- | ------------- | ---------- | --------- |
| 12. Januar 2011 | Patscherkofel | Österreich | Abfahrt   |

### Weitere Erfolge
- 1 Schweizer Meistertitel (Abfahrt 2012)
- Winter-Universiade 2007: 16. Abfahrt
- 6 Siege in FIS-Rennen